# ديني سانفورد بريمير سنتر
ديني سانفورد بريمير سنتر (بالإنجليزية: Denny Sanford Premier Center)‏ هي ساحة داخلية في سو فولز، داكوتا الجنوبية.